# Khedive (Pensilvania)
Khedive es un área no incorporada ubicada en el condado de Greene en el estado estadounidense de Pensilvania.

## Geografía
Khedive se encuentra ubicada en las coordenadas 39°53′2″N 80°2′10″O / 39.88389, -80.03611.

## Historia
En 1882 se estableció una oficina de correos llamada Khedive, que permaneció en funcionamiento hasta que se suspendió en 1934. La comunidad lleva el nombre de Khedive, un título honorífico que se usa en oriente medio. 